# Jim Thome
James Howard "Jim" Thome, född den 27 augusti 1970 i Peoria i Illinois, är en amerikansk före detta professionell basebollspelare som spelade 22 säsonger i Major League Baseball (MLB) 1991–2012. Thome var främst förstabasman, men spelade även som designated hitter och tredjebasman.
Thome draftades av Cleveland Indians 1989 som 333:e spelare totalt och spelade sedan för Indians (1991–2002), Philadelphia Phillies (2003–2005), Chicago White Sox (2006–2009), Los Angeles Dodgers (2009), Minnesota Twins (2010–2011), Indians igen (2011), Phillies igen (2012) och Baltimore Orioles (2012).
Thome slog totalt 612 homeruns i grundserien under sin karriär, åttonde flest i MLB:s historia. Han vann bland annat en Silver Slugger Award och togs ut till MLB:s all star-match fem gånger. I januari 2018 blev han invald i National Baseball Hall of Fame och i augusti samma år pensionerade Cleveland Indians hans tröjnummer 25.